# Тирасія
Тірас (грец. Θηρασία) — острів в Греції, в Егейському морі, Другий за величиною острів групи Санторіні.
Тірас — один з трьох островів (разом із Тірою та Аспро), що утворилися близько 1627 до н. е.. внаслідок вибуху Санторинського вулкану. За даними перепису 2001 на острові проживало 268 осіб. Адміністративний центр острова — Манолас, є також селища Потамос і Агіа Іріні. Основне заняття жителів — обслуговування туристів, що прибувають на одноденні екскурсії з острова Санторіні.
| Греція | Це незавершена стаття з географії Греції. Ви можете допомогти проєкту, виправивши або дописавши її. |